# Nemunas
El riu Nemunas (en lituà: Nemunas; rus: Не́ман, Néman; belarús: Нёман, Nióman; alemany: Memel en el seu tram a Prússia i Niemen a la resta; polonès: Niemen) és un dels principals rius de l'Europa de l'Est.
Neix a Belarús i flueix a través de Lituània abans de desembocar a la llacuna de Curlàndia i després al mar Bàltic a Klaipeda.
És la frontera nord entre Lituània i la Província russa de Kaliningrad en el seu curs inferior. També molt breument forma part de la frontera entre Lituània i Belarús.
És el més gran riu de Lituània i el tercer més gran de Belarús, que és navegable en la major part dels seus 900 quilòmetres de longitud.